# Aricidea claudiae
Aricidea claudiae är en ringmaskart som beskrevs av Laubier 1967. Aricidea claudiae ingår i släktet Aricidea och familjen Paraonidae. Inga underarter finns listade i Catalogue of Life.